# Ogeunjang-dong
Ogeunjang-dong (koreanska: 오근장동)  är en stadsdel i stadsdistriktet Cheongwon-gu i staden Cheongju i Sydkorea. Den ligger i provinsen Norra Chungcheong, i den centrala delen av landet, 110 km söder om huvudstaden Seoul.